# Clark Davis
Clark Davis (ur. 15 maja 1957 w Calgary) – kanadyjski zapaśnik w stylu wolnym. Dwukrotny olimpijczyk. Czwarty w Los Angeles 1984 i odpadł w eliminacjach w Seulu 1988. Walczył w kategorii 90–100 kg.
Pięciokrotny uczestnik mistrzostw świata, srebro w 1982 i 1985; piąty w 1981. Pierwszy w Pucharze Świata w 1982. Zdobył srebrny medal na igrzyskach panamerykańskich w 1979. Zwyciężył na igrzyskach Wspólnoty Narodów w 1982 i 1982. Drugi na uniwersjadzie w 1981. Brązowy medal juniorskich mistrzostw świata w 1977 roku.